# 劉賢 (弘治進士)
劉賢（1461年—？），字世資，四川潼川州射洪縣民籍，江西吉安府吉水縣人，明朝政治人物。

## 生平
四川鄉試第三十八名舉人，弘治六年（1493年）中式癸丑科會試第二百五十七名，三甲第九十二名進士。

## 家族
曾祖劉景鴻；祖父劉長器；父劉持漢，母高氏。子劉迥。